# Свободна държава Кобург
Свободната държава Кобург (на немски: Freistaat Coburg) се създава след Първата световна война от херцогството Саксония-Кобург. Тя съществува от ноември 1918 г. до нейното обединение със Свободна държава Бавария на 1 юли 1920 г.
През 1920 г. площта ѝ е 562 km², населението - 74 340 жители с плътност 132 жители/km². Столица на държавата е град Кобург.

## Създаване
С напускането на херцог Карл Едуард на 14 ноември 1918 г. херцогството Саксония-Кобург и Гота e ликвидирано и се създават от двете части на страната (херцогството Саксония-Гота и херцогството Саксония-Кобург) Свободна държава Сакс-Гота и Кобург.

## Държавно управление
от 10 март 1919 до 1 юли 1920
- Рейнхолд Артман (Социална демократична партия на Германия, SPD)
- Франц Клинглер (SPD)
- Херман Кварк (национал-либерал), до 8 юли 1919
- Ханс Шак (DDP), от 11 юли 1919